# Agonimia vouauxii
Agonimia vouauxii är en lavart som först beskrevs av B. de Lesd., och fick sitt nu gällande namn av M. Brand & Diederich. Agonimia vouauxii ingår i släktet Agonimia och familjen Verrucariaceae.  Artens status i Sverige är: Ej påträffad. Inga underarter finns listade i Catalogue of Life.